# Anay Tejeda

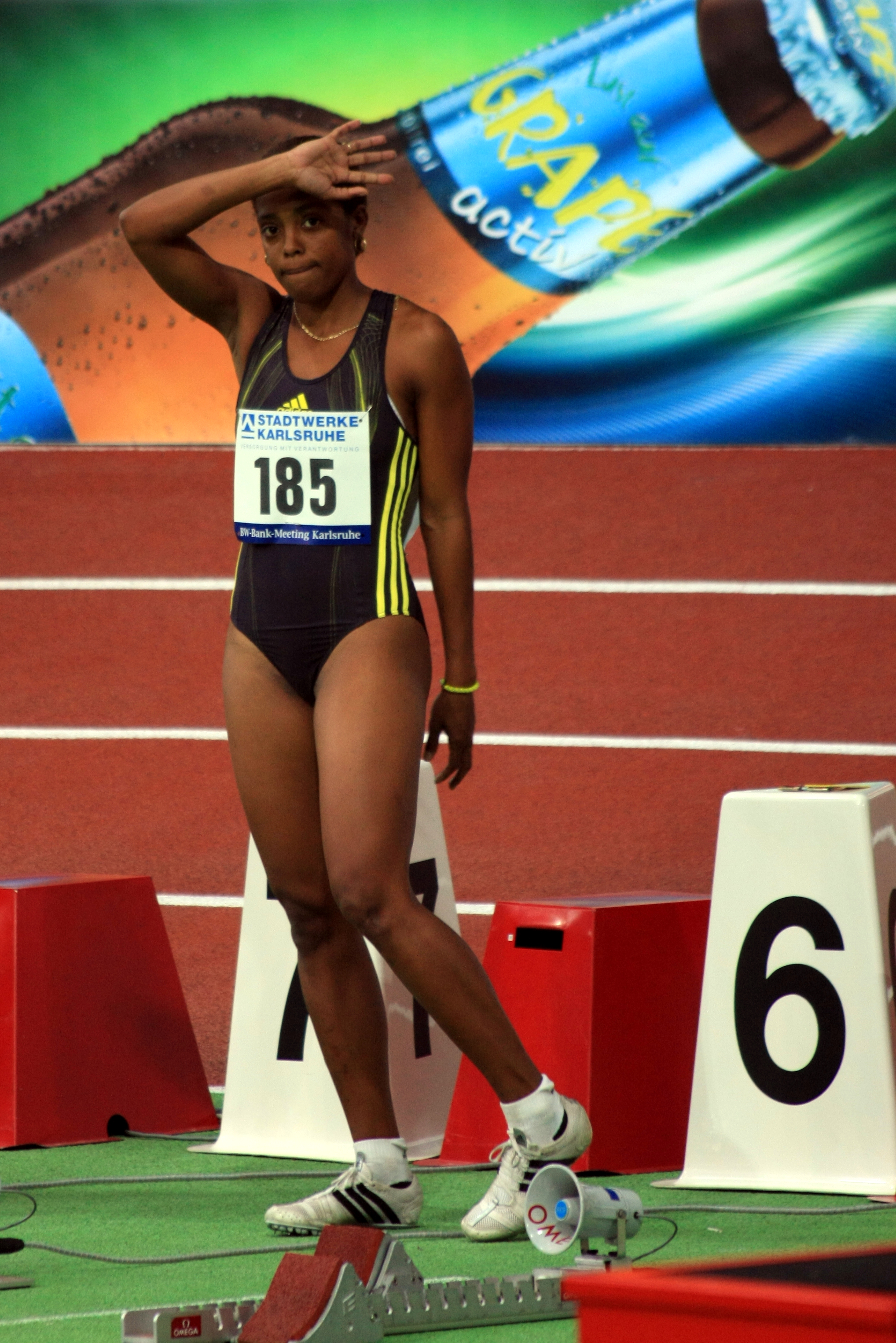
Anay Tejeda 2009

Anay Tejeda Quesada (* 3. April 1983 in Havanna) ist eine kubanische Hürdenläuferin, die sich auf die 100-Meter-Distanz spezialisiert hat.
Die Juniorenweltmeisterin von 2002 wurde 2003 Achte bei den Panamerikanischen Spielen in Santo Domingo und schied 2004 bei den Olympischen Spielen in Athen im Vorlauf aus. 2005 erreichte sie bei den Weltmeisterschaften in Helsinki das Halbfinale, und 2006 gewann sie Gold bei den Zentralamerika- und Karibikspielen.
2007 wurde sie bei den Panamerikanischen Spielen in Rio de Janeiro Fünfte und gewann Bronze mit der kubanischen Mannschaft in der 4-mal-100-Meter-Staffel. Bei den Weltmeisterschaften in Osaka schied sie erneut im Halbfinale aus.
2008 gewann sie Bronze bei den Hallenweltmeisterschaften in Valencia und Gold bei den Zentralamerika- und Karibikmeisterschaften. Bei den Olympischen Spielen in Peking kam sie ins Halbfinale.
2008 verteidigte sie ihren Titel bei den Zentralamerika- und Karibikmeisterschaften und gelangte bei den Weltmeisterschaften in Berlin ins Halbfinale. Im Jahr darauf wurde sie Vierte bei den Hallenweltmeisterschaften in Doha und wurde iberoamerikanische Meisterin.
Anay Tejeda ist 1,65 m groß und wiegt 59 kg. Sie wird von Santiago Antúnez trainiert.

## Persönliche Bestzeiten
- 60 m (Halle): 7,43 s, 26. Februar 2008, Aubière
- 100 m: 11,81 s, 20. Juni 2006, Cáceres
- 50 m Hürden (Halle): 6,83 s, 5. März 2010, Liévin (kubanischer Rekord)
- 60 m Hürden (Halle): 7,90 s, 10. Februar 2008, Karlsruhe (kubanischer Rekord)
- 100 m Hürden: 12,61 s, 5. Juli 2008, Cali (kubanischer Rekord)